# Formación Pebas
La formación Pebas es una formación geológica sedimentaria principalmente marina de la época del Mioceno, localizada en el interior de la Amazonia. La formación ha sido interpretada como de origen lacustre, es decir correspondería a los depósitos de un gran lago ("Lago Pebas") o una serie de lagos que existieron en las cuencas subandinas. La formación es conocida por su abundancia de fósiles de ostracodos and moluscos y una diversidad inusual de fósiles de crocodilios. Algunos trabajos consideran a la formación Ipururo como la continuación lateral de la formación Pebas. La formación toma nombre del distrito de Pebas en Perú.